# Monti Iblei

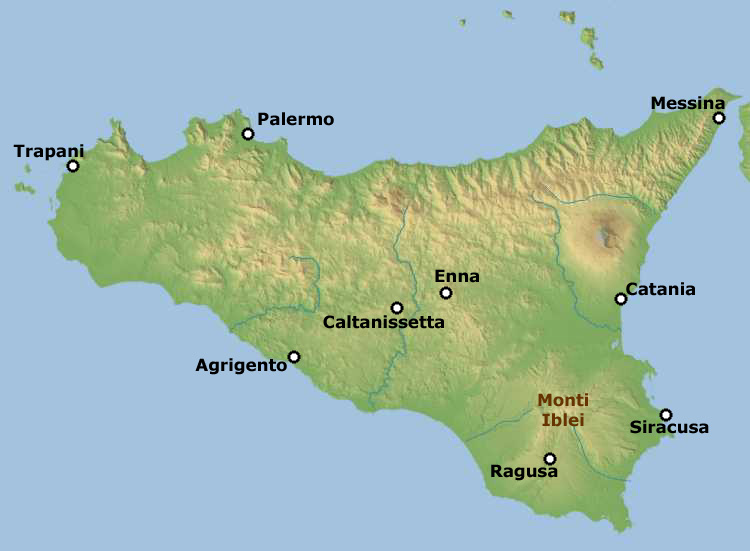
Ligging van Monti Iblei

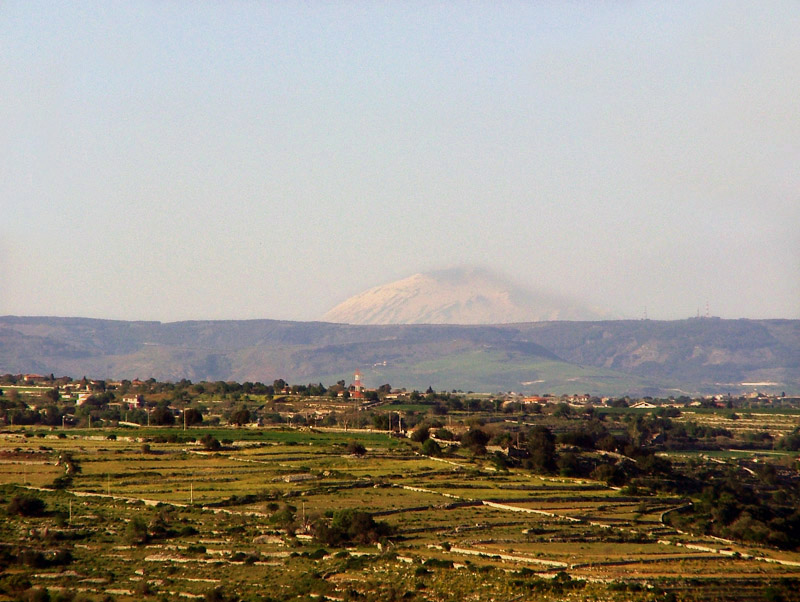
Panorama van Monti Iblei

De Monti Iblei of de Hyblaeïsche Bergen is een gebergte in het zuidoosten van het Italiaanse eiland Sicilië. Het strekt zich uit over de provincies Ragusa, Syracuse en Catania. De hoogste bergen zijn de Monte Lauro (986 meter), de Serra Casale (910 meter) en de Monte Arcibessi (907 meter).

## Geschiedenis
De naam is afgeleid van Hyblon, de koning der Sicelen. Hyblon schonk een deel van zijn territorium aan Griekse kolonisten die er de stad Megara Hyblaea bouwden.

## Geologie
Het gebergte is samengesteld uit witte kalksteenrotsen, gekenmerkt door karsttopografie. De Monti Iblei waren oorspronkelijk een plateau, maar door rivieren is het landschap geërodeerd waardoor er diepe kloven zijn ontstaan. De langste rivieren in de Monti Iblei zijn de Anapo, de Irminio en de Dirillo.
In het kustgebied is ook zandsteen aanwezig. Sommige delen van de Monti Iblei kennen ook vulkanische rotsen, zoals de Monte Lauro die ooit onderdeel was van een submariene vulkaan.

## Landschap
De Monti Iblei worden gekenmerkt door zachte hellingen, onderbroken door scherpe valleien. In de centrale deel van het gebergte liggen meerdere bossen die worden afgewisseld door voor Zuidoost-Sicilië karakteristieke stapelmuren. Het dichtbevolktere kustgebied kent veel terrashellingen met mediterrane vegetatie, die stijgen tot plateaus waar olijfbomen, klimplanten, citrusvruchten en amandelbomen gecultiveerd worden. Andere gewassen zijn graan en mais.

## Bezienswaardigheden
Belangrijke toeristische trekpleisters in de Monti Iblei zijn de Rotsnecropolis van Pantalica, de rotswoningen Cava d'Ispica, alsook de barokke steden Ragusa, Modica en Palazzolo Acreide die deel uitmaken van Val di Noto.